# 2015年大英國協政府首腦會議
2015年大英國協政府首腦會議（英語：2015 Commonwealth Heads of Government Meeting），又稱CHOGM 2015，是第24屆大英國協政府首腦會議。會議於11月27日至29日在馬爾他舉行。斯里蘭卡總統邁特里帕拉·席瑞塞納在會上將大英國協輪值主席職位移交給馬爾他總理約瑟夫·慕斯凱特。

## 背景
2015年大英國協政府首腦會議原定由模里西斯主辦，由於模里西斯總理納文錢德拉·拉姆古蘭因東道主斯里蘭卡人權狀況不佳拒絕出席2013年大英國協政府首腦會議，並因此退出東道主地位，最終改由馬爾他主辦。 2015年大英國協政府首腦會議的來賓要求他親自出席峰會，以便親自邀請其他成員國。